# Episodi di Prendi il mondo e vai
Lista degli episodi di Prendi il mondo e vai (Touch), anime tratto dall'omonimo manga di Mitsuru Adachi, trasmesso in Giappone su Fuji TV dal 24 marzo 1985 al 22 marzo 1987. In Italia è stato trasmesso su Italia 1 dal 13 settembre 1988.
Le sigle originali di apertura sono Touch (タッチ?) di Yoshimi Iwasaki per gli ep. 1-27, Ai ga hitoribocchi (愛がひとりぼっち?) di Yoshimi Iwasaki per gli ep. 28-56, Che-! Che-! Che-! (チェッ！チェッ！チェッ！?) di Yoshimi Iwasaki per gli ep. 57-79, Hitoribocchi no duet (ひとりぼっちのデュエット?) di Yumekojo per gli ep. 80-93 e Jōnetsu monogatari (情熱物語?) di Yoshimi Iwasaki per gli ep. 94-101. Quelle di chiusura sono Kimi ga inakereba (君がいなければ?) di Yoshimi Iwasaki per gli ep. 1-27, Seishun (青春?) di Yoshimi Iwasaki per gli ep. 28-62, Yakusoku (約束?) di Yoshimi Iwasaki per gli ep. 63-79 e Kimi wo tobashita gogo (君をとばした午後?) di Yumekojo per gli ep. 80-101. La sigla italiana, invece, è cantata da Cristina D'Avena.

## Lista episodi
| Nº  | Titolo italiano Giapponese 「Kanji」 - Rōmaji - Traduzione letterale | In onda           | In onda           |
| Nº  | Titolo italiano Giapponese 「Kanji」 - Rōmaji - Traduzione letterale | Giapponese        | Italiano          |
| 1   | I due gemelli 「誰がなんと言おーとオレたち双子です！！」 - Dare ga nanto iōto oretachi futago desu!! – "Non importa ciò che gli altri dicono, noi due siamo gemelli!!" | 24 marzo 1985     | 13 settembre 1988 |
| 1   | Kazuya e Tatsuya Uesugi (Kim e Tom Brandell, in Italia) sono fratelli gemelli; hanno sempre mantenuto un legame molto stretto, anche se di carattere in apparenza diametralmente opposto: tanto diligente, studioso e bravo sportivo il primo, quanto scansafatiche e pigro l'altro. Kazuya ha molto successo anche con le ragazze, ed al fratello non rimane che fingersi lui per far colpo sulle compagne. Solo Minami Asakura, amica d'infanzia e loro vicina di casa, riesce a distinguerli. Fin dalla più tenera età i tre si sono rivelati esser inseparabili; una capanna fatta costruire appositamente per i loro giochi è divenuta col tempo sala studio, luogo di ritrovo comune e saltuariamente camera da letto per i fratelli. Minami ammira Kazuya, ma prova anche un sentimento protettivo nei confronti di Tatsuya, il "fratello pasticcione". Quando Tatsuya sparge la voce che lei è oramai ufficialmente fidanzata col fratello, se la prende a male; ma dopo che il ragazzo le fa i complimenti per il costume che ha comprato, lo invita in piscina.                                                                                 |                   |                   |
| 2   | La squadra di baseball 「女の直感！チョッチ気になる達也の才能」 - Onna no chokkan! Chotchi kininaru Tatsuya no sainō – "Intuizione femminile! Preoccupati per il talento di Tatsuya" | 31 marzo 1985     | 1988              |
| 2   | Tatsuya è avvicinato da Sachiko (Sandra), la quale, notate le sue potenzialità, lo invita ad entrare nel club di baseball; il ragazzo però non pare aver intenzione di occupare il posto ch'è già a pieno diritto del fratello in qualità di lanciatore di punta della squadra. Fin sa quando erano piccoli è sempre stato Tatsuya il primo ad imparare le cose, ma per abbandonarle dopo un po' a Kazuya, più riflessivo e posato. Cercando di rimediare un appuntamento, comincia a mostrar qualche interesse all'invito di Sachiko, quando i genitori dei gemelli si devono assentare fuori città affidando i figli alle cure di Minami, che se la cava già molto bene in tutte le faccende domestiche. La sera prima della partita Kazuya deve arrampicarsi sul davanzale del terrazzo dell'amica per recuperare i vestiti ch'ella aveva lasciato stesi dopo averli messi in lavatrice; cadendo si provoca una leggera contusione che lo immobilizza per tre giorni e Tatsuya deve sostituirlo. |                   |                   |
| 3   | L'elezione della miss 「思わず初登板！和也の名前でお騒がせ！？」 - Omowazu hatsutōban! Kazuya no namae de o sawagase!? – "Inaspettato primo lancio! Problemi con il nome di Kazuya!?" | 7 aprile 1985     | 1988              |
| 3   | Fuori allenamento com'è, Tatsuya rimedia una figuraccia. Intanto si stanno svolgendo tra gli studenti le elezioni del ragazzo e della ragazza più popolari della scuola; Tatsuya, preoccupato per il fatto che una rivale (Vera, del club di ginnastica artistica) possa insidiare il primato di Minami attende fino all'ultimo per dare il suo voto. Alla fine Minami vince per un solo punto di scarto; lei nel frattempo, unica fra tutte, ha dato la sua preferenza proprio a Tatsuya. Nel tentativo di tornare in perfetta forma fisica Tatsuya prova ad imitare il fratello nelle corse mattutine per le strade; sempre fingendosi Kazuya scopre d'esser seguito da Vera, la quale, riconosciutolo, compie l'intero percorso assieme a lui. |                   |                   |
| 4   | La gara di staffetta 「見たか？見ないか！？南の日記！！」 - Mita ka? Minai ka!? Minami no nikki!! – "L'hai visto? Non l'hai visto!? Il diario di Minami!!" | 14 aprile 1985    | 1988              |
| 4   | Minami propone con insistenza Tatsuya come partecipante alla gara di staffetta mista che si svolgerà di lì a pochi giorni durante il torneo di atletica leggera, ma né il professore né tanto meno i compagni di classe sembrano molto convinti della sua scelta; il ragazzo difatti non si fa mai vedere agli allenamenti quotidiani di corsa. Vera nel frattempo non perde occasione per star ad osservar Kazuya fare i lanci nel campo da baseball. Una sera Minami dimentica nella casetta in giardino il prezioso diario in cui annota tutte le sue confessioni più intime; quando torna di corsa per recuperarlo lo trova già tra le mani di Tatsuya, che però la assicura di non averlo aperto: quella notte faticano entrambi a prender sonno, la ragazza dubbiosa sulla sincerità di lui, Tatsuya sorpreso dalla veemenza dimostrata dall'amica. Sul terrazzo della scuola la mattina dopo Minami sembra voglia rivelar al compagno di classe d'esser sempre stata innamorata di lui: davanti al volto scioccato di Tatsuya gli dice che in realtà voleva solo metterlo alla prova, infatti ora è sicura che non ha letto quello che ha scritto. |                   |                   |
| 5   | Gli allenamenti per la gara 「熱血バトンタッチ！ゴールは正確にネ！？」 - Nekketsu baton tatchi! Gōru wa seikaku ni ne!? – "Una bollente staffetta! Il traguardo era davvero preciso no!?" | 21 aprile 1985    | 1988              |
| 5   | Tatsuya continua a disertare sistematicamente le sessioni d'allenamento per la staffetta, preferendo di gran lunga leggere manga o stare a poltrire davanti alla TV guardando ragazze in minigonna cantare e ballare; le amiche di Minami sono sempre più preoccupate, anche vedendo la costanza ed impegno profusi invece da Kazuya, anch'egli in gara ma per un'altra classe. Il giorno del torneo il cortile della scuola si è trasformato in pista d'atletica e quando la staffetta ha inizio i due fratelli si trovano fianco a fianco in qualità di avversari; a metà percorso, lasciano tutti a bocca aperta, Tatsuya non solo sta al passo ma con un'accelerata improvvisa addirittura supera Kazuya: purtroppo per lui crede d'aver oramai raggiunto il traguardo e si ferma quando manca ancora mezzo giro, regala così la vittoria al fratello. Quella sera Minami gli fa un massaggio ai polpacci doloranti, mentre Punch pare aver preso una cotta per la cagnetta dei vicini. |                   |                   |
| 6   | Che cotta 「ウワサは本当！？南と和也の気になる関係」 - Uwasa wa hontō!? Minami to Kazuya no kininaru kankei – "La voce è fondata!? L'ansiosa relazione di Minami e Kazuya" | 28 aprile 1985    | 1988              |
| 6   | Minami ha tre biglietti per una mostra d'arte ma a Tatsuya non piace proprio guardare quella roba noiosa, spinge pertanto lei e il fratello ad andarci da soli; durante una passeggiata con Punch sorprende Vera molestata da un forzuto teppista in motocicletta e, con l'aiuto del cane, riesce a salvare la compagna da quella brutta situazione. Poi, lungo la strada i quattro finiscono con l'incrociarsi, con Kazuya e Minami seduti in un bar, Tatsuya e Vera camminare chiacchierando. Il giorno dopo Vera chiede a Minami rassicurazioni circa il rapporto intercorrente tra la compagna e l'amato Kazuya, ma Minami la rassicura ripetutamente affermando d'esser soltanto amici d'infanzia; Tatsuya, che in precedenza aveva più volte detto a Vera l'esatto opposto, pare contrariato. Felice la ragazza intanto è corsa a chiedere un appuntamento a Kazuya per la domenica seguente ed il ragazzo non può esimersi, però anche Minami gli propone di andar insieme a vedere un film appena uscito al cinema. Kazuya rimane quantomai pensieroso dopo la frase di Minami "dopotutto siamo solo buoni amici d'infanzia".                     |                   |                   |
| 7   | Kim e Vera 「えッホント！！達也と南が結婚しちゃう！？」 - Eh honto!! Tatsuya to Minami ga kekkon shichau!? – "Eh davvero!! Tatsuya e Minami si sposano!?" | 5 maggio 1985     | 1988              |
| 8   | Grossi problemi per Tom 「達也打ちます！！ホンキで兄弟対決！？」 - Tatsuya uchimasu!! Honki de kyōdai taiketsu!? – "Tatsuya colpisce!! La battaglia tra fratelli in serietà!?" | 12 maggio 1985    | 1988              |
| 9   | Una ragazza per Arada 「達也と原田クンのア・ブ・ナ・イ友情！」 - Tatsuya to Harada-kun no a-bu-na-i yūjō! – "La pe-ri-co-lo-sa amicizia di Tatsuya e Harada!" | 19 maggio 1985    | 1988              |
| 10  | Un degno avversario 「みんな悩んで気分はすっかり高校生デス！」 - Minna nayande kibun wa sukkari kōkōsei desu! – "Tutti a scuola sono preoccupati!" | 26 maggio 1985    | 1988              |
| 11  | L'iscrizione di Tom 「来たれ野球部！微妙に揺れる達也の心！！」 - Kitare yakyū-bu! Bimyō ni yureru Tatsuya no kokoro!! – "Vieni nel club di baseball! Un sottile cambiamento muove il cuore di Tatsuya!!" | 2 giugno 1985     | 1988              |
| 12  | Un astro nascente 「初練習！ハツラツ和也とヨレヨレ達也！？」 - Hatsu renshū! Hatsuratsu Kazuya to yoreyore Tatsuya!? – "Prima sessione di prova! Un energico Kazuya e un distrutto Tatsuya!?" | 9 giugno 1985     | 1988              |
| 13  | C'è un altro rubacuori 「和也心配です！恋のスランプ孝太郎くん」 - Kazuya shinpai desu! Koi no suranpu Kōtarō-kun – "Kazuya è preoccupato! Il crollo dell'amore di Kōtarō" | 16 giugno 1985    | 1988              |
| 14  | La coppia più bella 「不満です？南と和也はベストカップル！？」 - Fuman desu? Minami to Kazuya wa besuto kappuru!? – "Del malcontento? Minami e Kazuya sono la miglior coppia!?" | 23 giugno 1985    | 1988              |
| 15  | Uno schiaffo per Minami 「これは事件です！達也が南を平手打ち！！」 - Kore wa jiken desu! Tatsuya ga Minami wo hirateuchi!! – "Questo è un caso! Tatsuya dà uno schiaffo a Minami!!" | 30 giugno 1985    | 1988              |
| 16  | L'abbraccio 「せつないネ！和也のハートはレモン色！」 - Setsunai ne! Kazuya no hāto wa remon-iro! – "È doloroso! Il cuore di Kazuya è color limone!" | 7 luglio 1985     | 1988              |
| 17  | Primo match per Tom 「ファースト・キス！南より愛をこめて！？」 - Fāsuto kisu! Minami yori ai wo komete!? – "Primo bacio! Da Minami con tutto l'amore!?" | 14 luglio 1985    | 1988              |
| 18  | Tom è sulle nuvole 「達也の気持ちはちょっとフクザツです！」 - Tatsuya no kimochi wa chotto fukuzatsu desu! – "I sentimenti di Tatsuya sono un po' complicati!" | 21 luglio 1985    | 1988              |
| 19  | Kim ce la farà 「忘れたい忘れない！？二人の大事な思い出」 - Wasuretai wasurenai!? Futari no daijina omoide – "Voler dimenticare o non dimenticare!? I ricordi importanti dei due" | 4 agosto 1985     | 1988              |
| 20  | Il guanto nuovo 「どーするの？達也の優しさすれちがい！！」 - Dōsuru no? Tatsuya no yasashisa surechigai!! – "Che cosa farà? Il gentile incontro di Tatsuya!!" | 11 agosto 1985    | 1988              |
| 21  | Una storia triste 「それでもカッちゃんは南のために甲子園」 - Soredemo Kacchan wa Minami no tame ni Kōshien – "Anche Kacchan al Kōshien per il volere di Minami" | 18 agosto 1985    | 1988              |
| 22  | Una partita decisiva 「いよいよプレーボール！和也ＶＳ寺島！」 - Iyoiyo purēbōru! Kazuya VS Terashima! – "Finalmente playball! Kazuya VS Terashima!" | 25 agosto 1985    | 1988              |
| 23  | Non è tutto perduto 「南に届け！出るか！？恋の逆転タイムリー」 - Minami ni todoke! Deru ka!? Koi no gyakuten taimurī – "Che arrivi a Minami! È apparso!? Il tempestivo cambiamento improvviso dell'amore" | 8 settembre 1985  | 1988              |
| 24  | La gara 「甲子園まであと１つ南の夢もあと１つ！」 - Kōshien made ato 1-tsu Minami no yume mo ato 1-tsu! – "Ad un passo dal Kōshien. Ad un passo anche dal sogno di Minami!" | 22 settembre 1985 | 1988              |
| 25  | L'incidente 「南の一番長い日！早く来てカッちゃん！！」 - Minami no ichiban nagai hi! Hayaku kite Kacchan!! – "Il giorno più lungo per Minami! Sbrigati a venire Kacchan!!" | 29 settembre 1985 | 1988              |
| 26  | La tremenda verità 「試合終了！君がいなければ⋯」 - Shiai shūryō! Kimi ga inakereba… – "La fine dei giochi! Se tu non ci fossi stato…" | 6 ottobre 1985    | 1988              |
| 27  | La tragica scomparsa 「短かすぎた夏⋯ カッちゃんにさよなら！」 - Mijikasugita natsu… Kacchan ni sayonara! – "Un'estate troppo breve… Addio a Kacchan!" | 13 ottobre 1985   | 1988              |
| 28  | Tom ha della stoffa 「第２部開始・エースのいない野球部なんて⋯」 - Dai 2-bu kaishi · Ēsu no inai nodamabu nante… – "Seconda parte · Una squadra di baseball senza il suo asso…" | 20 ottobre 1985   | 1988              |
| 29  | La vittoria 「アレ？優しいタッちゃんボクサー失格！？」 - Are? Yasashii Tacchan bokusā shikkaku!? – "Cosa? Il gentile boxer Tacchan squalificato!?" | 27 ottobre 1985   | 1988              |
| 30  | La zuffa 「栄光の背番号１やってやれない訳はない」 - Eikō no sebangō 1 yatte yarenai wake wa nai – "Non c'è alcun motivo per non usare il glorioso numero 1" | 3 novembre 1985   | 1988              |
| 31  | Un po' di fiducia 「剛腕達也！でもコントロールが課題です」 - Gōwan Tatsuya! Demo kontorōru ga kadai desu – "Tatsuya sul lancio! Ma il controllo è una sfida" | 10 novembre 1985  |                   |
| 32  | La ginnastica artistica 「俺は和也の恋女房 デモ気になるバカ兄貴」 - Ore wa Kazuya no koinyōbō Demo kininaru baka aniki – "Io sono la moglie di Kazuya. Ma mi preoccupa il fratello scemo" | 17 novembre 1985  |                   |
| 33  | Vittoria mancata 「誕生新体操の星！南はやっぱり天才！？」 - Tanjō shintaisō no hoshi! Minami wa yappari tensai!? – "Nasce la stella della ginnastica ritmica! Minami è davvero talentuosa!?" | 24 novembre 1985  |                   |
| 34  | Il successo di Minami 「がんばれ達也！ハラハラドキドキ初登板」 - Ganbare Tatsuya! Harahara dokidoki hatsu tōban – "Forza Tatsuya! L'eccitante palpitante primo lancio" | 1º dicembre 1985  |                   |
| 35  | La gara di ginnastica 「何かと心配！？近頃ウワサの南ちゃん！」 - Nanika to shinpai!? Chikagoro uwasa no Minami-chan! – "C'è qualcosa di preoccupante!? Le recenti voci su Minami!" | 8 dicembre 1985   |                   |
| 36  | Il terremoto 「2人きり！南と達也のアブナイ夜！？」 - 2-ri kiri! Minami to Tatsuya no abunai yoru!? – "Solo noi due! La pericolosa notte di Minami e Tatsuya!?" | 15 dicembre 1985  |                   |
| 37  | Il ritiro 「めざせ甲子園！ただいま野球部合宿中！！」 - Mezase Kōshien! Tadaima yakyū-bu gasshuku-chū!! – "Obiettivo Kōshien! Sono tornato club di baseball!!" | 22 dicembre 1985  |                   |
| 38  | Il campionato estivo 「予選一回戦！頭脳派タッちゃん登場！！」 - Yosen'ikkaisen! Zunō-ha Tacchan tōjō!! – "Primo turno di qualificazione! Appare lo stratega Tacchan!!" | 29 dicembre 1985  |                   |
| 39  | La sfida 「実力拝見！クールな新田とガッツ西村！！」 - Jitsuryoku haiken! Kūruna Nitta to gattsu Nishimura!! – "Spettacolo di competizione! Il bel Nitta e il tenace Nishimura!!" | 5 gennaio 1986    |                   |
| 40  | Parità 「熱投２回戦！タッちゃんＶＳガッツ西村」 - Nettō nikaisen! Tacchan VS gattsu Nishimura – "Bollente secondo round! Tacchan VS il tenace Nishimura" | 12 gennaio 1986   |                   |
| 41  | Il migliore 「雨の延長１１回！２死満塁！！バッター西村」 - Ame no enchō 11-kai! 2-shi manrui!! Battā Nishimura – "11º inning sotto la pioggia! Basi caricate con 2 out!! Batter Nishimura" | 19 gennaio 1986   |                   |
| 42  | Il nuovo capitano 「もう一つの延長戦！？南をめぐる四角関係」 - Mou hitotsu no enchō-sen!? Minami wo meguru shikaku kankei – "Ancora un altro inning!? Il quadrangolo amoroso intorno a Minami" | 26 gennaio 1986   |                   |
| 43  | Nello è bravissimo 「揺れるエース達也！！新田と南が急接近！？」 - Yureru ēsu Tatsuya!! Nitta to Minami ga kyūsekkin!? – "L'asso vacillante Tatsuya!! Nitta e Minami si avvicinano velocemente!?" | 2 febbraio 1986   |                   |
| 44  | Sono fidanzati? 「由加の探偵物語！南と達也はどこへ行く」 - Yuka no tantei monogatari! Minami to Tatsuya wa doko he iku – "La storia da investigatrice di Yuka! Dove sono andati Minami e Tatsuya" | 9 febbraio 1986   |                   |
| 45  | La corsa spericolata 「エースを狙え！僕が上杉のライバルだ！！」 - Ēsu wo nerae! Boku ga Uesugi no raibaru da!! – "Punta all'asso! Io sono il rivale di Uesugi!!" | 16 febbraio 1986  |                   |
| 46  | La scelta del lanciatore 「ライバル宣言！上杉和也を越えてくれ！！」 - Raibaru sengen! Uesugi Kazuya wo koetekure!! – "Dichiarazione rivale! Supererò Kazuya Uesugi!!" | 23 febbraio 1986  |                   |
| 47  | I ruoli si scambiano 「対決須見工！えッ！？ピッチャー吉田！！」 - Taiketsu Sumikō! E-!? Pitchā Yoshida!! – "La resa dei conti con Sumiko! Eh!? Pitcher Yoshida!!" | 2 marzo 1986      |                   |
| 48  | L'amichevole 「遂に上杉登場！新田、オレと勝負だ！！」 - Tsuini Uesugi tōjō! Nitta, ore toshōbu da!! – "Finalmente appare Uesugi! Nitta, sarò io il vincitore!!" | 9 marzo 1986      |                   |
| 49  | L'idolo delle ragazzine 「ダメ兄貴返上！甲子園が見えてきた！！」 - Dame aniki henjō! Kōshien ga mietekita!! – "Non mollare fratello! Ho visto il Kōshien!!" | 16 marzo 1986     |                   |
| 50  | Una nuova amicizia 「放課後デート！？南と新田は危ない関係！！」 - Hōkago dēto!? Minami to Nitta wa abunai kankei!! – "Un appuntamento dopo scuola!? La pericolosa relazione tra Minami e Nitta!!" | 23 marzo 1986     |                   |
| 51  | Tom è geloso 「納得しない！？南が達也に恋人宣言！！」 - Nattoku shinai!? Minami ga Tatsuya ni koibito sengen!! – "Inaccettabile!? Minami dichiara il suo amore a Tatsuya!!" | 30 marzo 1986     |                   |
| 52  | La domenica 「恋の３元中継！ジャマ者はお前だ！！」 - Koi no 3-gen chūkei! Jamamono wa omae da!! – "Il triangolo amoroso! Il fastidioso sei tu!!" | 6 aprile 1986     |                   |
| 53  | Il colloquio 「達也の課外授業⋯ 思い過ごしも恋の内！」 - Tatsuya no kagai jugyō… omoisugoshi mo koi no uchi! – "Le lezioni extrascolastiche di Tatsuya… che pensa troppo all'amore!" | 13 aprile 1986    |                   |
| 54  | Chicca ce l'ha fatta 「第２部完・いよいよ最後の甲子園だゾ！！」 - Dai 2-bu kan · Iyoiyo saigo no Kōshien dazo!! – "Fine della seconda parte · Finalmente l'ultimo Kōshien!!" | 20 aprile 1986    |                   |
| 55  | La nostra storia 「総集編Ｉ・思い出は美し過ぎて⋯」 - Sōshūhen I Omoide wa utsukushi sugite… – "Momenti salienti I · I ricordi sono troppo belli…" | 27 aprile 1986    |                   |
| 56  | Quanti ricordi 「総集編ＩＩ・エースは誰にも渡さない！」 - Sōshūhen II Ēsu wa dare ni mo watasanai! – "Momenti salienti II · Non cedere a nessuno la posizione di asso!" | 4 maggio 1986     |                   |
| 57  | Cambiamenti al vertice 「第３部開始・謎の新監督がやってくる！！」 - Dai 3-bu kaishi · Nazo no shin kantoku ga yattekuru!! – "Terza parte · Il nuovo misterioso allenatore è finalmente arrivato!!" | 11 maggio 1986    |                   |
| 58  | Il nuovo allenatore 「オレは柏葉！甘ったれは許さない！！」 - Ore wa Kashiwaba! Amattare wa yurusanai!! – "Io sono Kashiwaba! I ragazzi viziati non sono permessi!!" | 18 maggio 1986    |                   |
| 59  | Chicca si sente al sicuro 「嵐の明青野球部！南が去ってまた一難」 - Arashi no Meisei yakyūbu! Minami ga satte mata ichinan – "Il club tempestoso del Meisei! Anche Minami è andata via" | 25 maggio 1986    |                   |
| 60  | Minami ci manchi 「新マネージャー大苦戦！やっぱり南が一番」 - Shin manējā daikusen! Yappari Minami ga ichiban – "Grossi guai col nuovo manager! Minami è davvero la numero uno" | 1º giugno 1986    |                   |
| 61  | La beffa di Tom 「オイ柏葉！南を賭けて勝負だ！！」 - Oi Kashiwaba! Minami wo kakete shōbu da!! – "Ehi Kashiwaba! La scommessa è su Minami!!" | 8 giugno 1986     |                   |
| 62  | Il mistero dell'allenatore 「セピア色の２人！南と新田の海岸物語」 - Sepia-iro no 2-ri! Minami to Nitta no kaigan monogatari – "La coppia color seppia! La storia al mare di Minami e Nitta" | 15 giugno 1986    |                   |
| 63  | Le indagini di Tom e Minami 「サングラスの奥の秘密！柏葉は何者？」 - Sangurasu no oku no himitsu! Kashiwaba wa nanimono? – "Il segreto dietro gli occhiali da sole! Che tipo è Kashiwaba?" | 22 giugno 1986    |                   |
| 64  | Tom viene escluso 「仁義なき練習試合！鬼監督のお手並拝見」 - Jingi naki renshūshiai! Oni kantoku no otenami haiken – "Nessuna regola nel gioco! Guardiamo il demone degli allenamenti" | 29 giugno 1986    |                   |
| 65  | Massimo impegno 「ガンバレ南！ギブ・アップは似合わない！」 - Ganbare Minami! Gibu appu wa niawanai! – "Forza Minami! L'arrendersi non ti dona!" | 6 luglio 1986     |                   |
| 66  | La presidentessa 「南が生徒会長？アイドルは何かと大変！」 - Minami ga seitokaichō? Aidoru wa nanikato taihen! – "Minami fa la presidentessa del consiglio studentesco? Gli idol sono qualcosa di duro!" | 13 luglio 1986    |                   |
| 67  | Il mistero svelato 「ムムッ見えてきたぞ！柏葉監督の正体！！」 - Mumummietekita zo! Kashiwaba kantoku no shōtai!! – "L'abbiamo visto! Il vero carattere dell'allenatore Kashiwaba!!" | 20 luglio 1986    |                   |
| 68  | Problemi di vista 「ストップ・ザ・達也！由加のむりやりデート作戦！！」 - Sutoppu za Tatsuya! Yuka no muriyari dēto sakusen!! – "Stop the Tatsuya! La strategia per gli appuntamenti forzati di Yuka!!" | 27 luglio 1986    |                   |
| 69  | L'interbase 「夢は甲子園！退部届はあわてずに！！」 - Yume wa Kōshien! Taibu todoke wa awatezu ni!! – "Il sogno sul Kōshien! Non abbiate fretta nel dare le dimissioni!!" | 3 agosto 1986     |                   |
| 70  | Una bella notizia 「夏まじか！どこまで続く落ちこぼれ騒動」 - Natsu maji ka! Doko made tsudzuku ochikobore sōdō – "Di già estate! Fino a che punto ci saranno problemi" | 10 agosto 1986    |                   |
| 71  | Il regalo 「夏合宿突入！鬼監督が待っている！！」 - Natsu gasshuku totsunyū! Oni kantoku ga matte iru!! – "Il campo estivo inizia! L'allenatore demoniaco ci sta aspettando!!" | 17 agosto 1986    |                   |
| 72  | Allenamenti massacranti 「鬼より恐い？お嬢様由加の合宿料理！！」 - Oni yori kowai? Ojōsama Yuka no gasshuku ryōri!! – "Più spaventoso di un demone? La cucina del campo della signorina Yuka!!" | 24 agosto 1986    |                   |
| 73  | Le ricette 「包丁人由加！グルメの道は険しく遠い！！」 - Hōchōnin Yuka! Gurume no michi wa kewashiku tōi!! – "Cuoca Yuka! La strada del gourmet è dura e lontana!!" | 31 agosto 1986    |                   |
| 74  | Difficoltà ai fornelli 「遂にきた！南と由加のクッキング大戦争」 - Tsuini kita! Minami to Yuka no kukkingu dai sensō – "Eccoci alla fine! La grande battaglia di cucina di Minami e Yuka" | 14 settembre 1986 |                   |
| 75  | Che diplomazia 「お料理騒動完結！？隠し味は南のスパイス」 - Oryōri sōdō kanketsu!? Kakushi aji wa Minami no supaisu – "La fine dei problemi in cucina!? L'ingrediente segreto è la spezia di Minami" | 21 settembre 1986 |                   |
| 76  | La medaglia d'oro 「気にして新体操！南は達也を待っている！？」 - Kinishite shintaisō! Minami wa Tatsuya wo matte iru!? – "Pensando all'esercitazione sul pavimento! Minami sta aspettando Tatsuya!?" | 28 settembre 1986 |                   |
| 77  | Il sorteggio 「予選組み合わせ決定！いよいよ夏本番！！」 - Yosen kumiawase kettei! Iyoiyo natsu honban!! – "Partita decisiva di qualificazione! Finalmente l'estate inizia!!" | 5 ottobre 1986    |                   |
| 78  | Vicissitudini sportive 「総集編Ｉ・浅倉南１８才！ただいま青春進行形！！」 - Sōshūhen I · Asakura Minami 18-sai! Tadaima seishun shinkōkei!! – "Momenti salienti I · Minami Asakura 18enne! Tempo di gioventù!!" | 12 ottobre 1986   |                   |
| 79  | Le difficoltà della squadra 「総集編ＩＩ・ファイト明青！！柏葉なんか怖くない」 - Sōshūhen II · Faito Meisei!! Kashiwaba nanka kowakunai – "Momenti salienti II · Fight Meisei!! Kashiwaba non ci spaventa" | 19 ottobre 1986   |                   |
| 80  | Le eliminatorie 「本日予選一回戦！やる気だけは負けないぜ！！」 - Honjitsu yosen ikkaisen! Yaruki dake wa makenai ze!! – "Oggi la prima eliminatoria! Non perderemo di certo!!" | 26 ottobre 1986   |                   |
| 81  | La formazione per la partita 「とんでもない一回戦！本当の敵は柏葉！？」 - Tondemonai ikkaisen! Hontō no teki wa Kashiwaba!? – "Prima eliminatoria senza problemi! Il vero nemico è Kashiwaba!?" | 2 novembre 1986   |                   |
| 82  | Il risentimento dei due fratelli 「見えたぞ！柏葉兄弟のふか～い謎」 - Mietazo! Kashiwaba kyōdai no fuka~i nazo – "L'ho visto! Il segreto del fratello di Kashiwaba" | 9 novembre 1986   |                   |
| 83  | L'handicap di Giancarlo 「どうする達也二回戦！孝太郎大ピンチ！！」 - Dōsuru Tatsuya ni-kaisen! Kōtarō dai pinchi!! – "Cosa farà Tatsuya nella seconda eliminatoria! Kōtarō in pericolo!!" | 16 novembre 1986  |                   |
| 84  | Un atto di coraggio 「由加チャン危機一髪！！押しかけデートもほどほどに」 - Yuka-chan kiki ippatsu!! Oshikake dēto mo hodohodo ni – "Situazione critica per Yuka!! Non forzare gli appuntamenti così tanto" | 23 novembre 1986  |                   |
| 85  | Una vecchia conoscenza 「執念の対決？！今頃あいつがカムバック！」 - Shūnen no taiketsu?! Imagoro aitsu ga kamubakku! – "Confronto indimenticabile?! È tempo che egli ritorni!" | 30 novembre 1986  |                   |
| 86  | Il cambiamento 「負けてたまるか三回戦！エースの力を見せてやる！」 - Makete tamaru ka san-kaisen! Ēsu no chikara wo misete yaru! – "Non perderò in questa terza eliminatoria! Vi mostrerò il potere dell'asso!" | 7 dicembre 1986   |                   |
| 87  | Un incontro interessante 「意外！？柏葉ロマンス！南に似ている恋心」 - Igai!? Kashiwaba romansu! Minami ni niteiru koigokoro – "Sorprendente!? La storia d'amore di Kashiwaba! Proprio come al cuore di Minami" | 14 dicembre 1986  |                   |
| 88  | Il falò 「復讐じゃない！？ＮＯサインで４回戦！！」 - Fukushū janai!? NO sain de 4-kaisen!! – "Non è una vendetta!? NO sign nella quarta eliminatoria!!" | 21 dicembre 1986  |                   |
| 89  | Nervosismi 「達也はエース？背中に感じるプレッシャー！？」 - Tatsuya wa ēsu? Senaka ni kanjiru puresshā!? – "Tatsuya è l'asso? La senti la pressione sulla schiena!?" | 28 dicembre 1986  |                   |
| 90  | Gioco in memoria di Kim 「準々決勝！明青ＶＳピッチャーが３人！？」 - Junjun kesshō! Meisei VS pitchā ga 3-nin!? – "I quarti di finale! Il Meisei VS i tre pitcher!?" | 4 gennaio 1987    |                   |
| 91  | Emanuele sconfitto 「番狂わせ！？まだまだ勝負は判らない！」 - Ban kuruwase!? Mada mada shōbu wa wakaranai! – "Sconvolgente!? Il gioco non è ancora finito!" | 11 gennaio 1987   |                   |
| 92  | Le ire di Minami 「せつないイメージ重なるネ！達也は南の予想以上！」 - Setsunai imēji kasanaru ne! Tatsuya wa Minami no yosōijō! – "Si aggiunge un'immagine di angoscia! Tatsuya è molto di più di quanto pensa Minami!" | 18 gennaio 1987   |                   |
| 93  | Un incontro importante 「出た！？監督命令！心に傷持つ柏葉采配！」 - Deta!? Kantoku meirei! Kokoro ni kizu motsu Kashiwaba saihai! – "È uscito!? Il regolamento dell'allenatore! Con i graffi sul cuore Kashiwaba alla guida!" | 25 gennaio 1987   |                   |
| 94  | Il record 「準決勝真最中！なるかタッちゃん大記録！」 - Junkesshō massaichū! Naruka Tacchan daikiroku! – "Nel mezzo delle semifinali! Tacchan farà un nuovo grande record!" | 1º febbraio 1987  |                   |
| 95  | Roccaforte si vendicherà? 「祝決勝進出！運命は柏葉の手の中に！」 - Shuku kesshō shinshutsu! Unmei wa Kashiwaba no te no naka ni! – "Congratulazioni ai finalisti! Il destino è nelle mani di Kashiwaba!" | 8 febbraio 1987   |                   |
| 96  | È Kim a darmi la forza 「あと１つで甲子園！叶えたい！和也の約束」 - Ato 1-tsu de Kōshien! Kanaetai! Kazuya no yakusoku – "Ancora un altro passo verso il Kōshien! La manterrò! La promessa a Kazuya" | 15 febbraio 1987  |                   |
| 97  | La finale delle eliminatorie 「ＧＯＧＯ明青！勝利に向かってプレーボール！」 - GOGO Meisei! Shōri ni mukatte purēbōru! – "GOGO Meisei! Si gioca inseguendo la vittoria!" | 22 febbraio 1987  |                   |
| 98  | Il cambiamento di Roccaforte 「誰のための決勝戦！？本当の達也を見せて！」 - Dare no tame no kesshōsen!? Hontō no Tatsuya wo misete! – "Le finali per chi!? Mostrami il vero Tatsuya!" | 1º marzo 1987     |                   |
| 99  | Tempi supplementari 「もう後が無い！？出るか！柏葉サイン！」 - Mou ato ga nai!? Deru ka! Kashiwaba sain! – "Non ci sono più possibilità!? C'è! Il segno di Kashiwaba!" | 8 marzo 1987      |                   |
| 100 | Tom rischia 「勝つぞ明青！甲子園は俺たちを待っている！」 - Katsuzo Meisei! Kōshien wa oretachi wo matteiru! – "Vinciamo Meisei! Il Kōshien ci sta aspettando!" | 15 marzo 1987     |                   |
| 101 | Il sogno si avvera 「新しいスタートライン・上杉達也は浅倉南を⋯」 - Atarashii sutātorain Uesugi Tatsuya wa Asakura Minami wo… – "Una nuova linea di partenza. Tatsuya Uesugi per Minami Asakura…" | 22 marzo 1987     |                   |